# プリズムタイム
『プリズムタイム』は、武内直子による日本の漫画作品。

## 概要
『なかよしデラックス』（講談社）1987年にて連載されたオムニバス形式の恋愛漫画で、全3話。
作者の母校「甲府一高」を舞台にした作品集でもあり、第2巻に収録されている作品の一部もシリーズに入っている(後述)。

## 書誌情報
- プリズムタイム (1)、1995年1月9日第1刷発行、ISBN 4-06-178796-9
  - ごめんね ウエンズデイ - 初掲載は『なかよし』の1988年12月号。「甲府一高」シリーズ。
- プリズムタイム (2)、1997年6月6日第1刷発行、ISBN 4-06-178865-5
  - レイン・キス - 初掲載は『Amie』の1997年3月号。「甲府一高」シリーズ。
  - 夢見るRainy Button - 初掲載は『なかよしデラックス』の1987年1月号。
  - Secretな片想い - 初掲載は『なかよしデラックス』の1986年10月号。「甲府一高」シリーズ。
  - LOVE CALL - 初掲載は『なかよしデラックス』の1986年9月号。作者の本格デビュー作品。
  - 夢じゃないの・ね - 初掲載は『なかよしデラックス』の1985年11月号。作者の雑誌初掲載作品。